# Solgränd

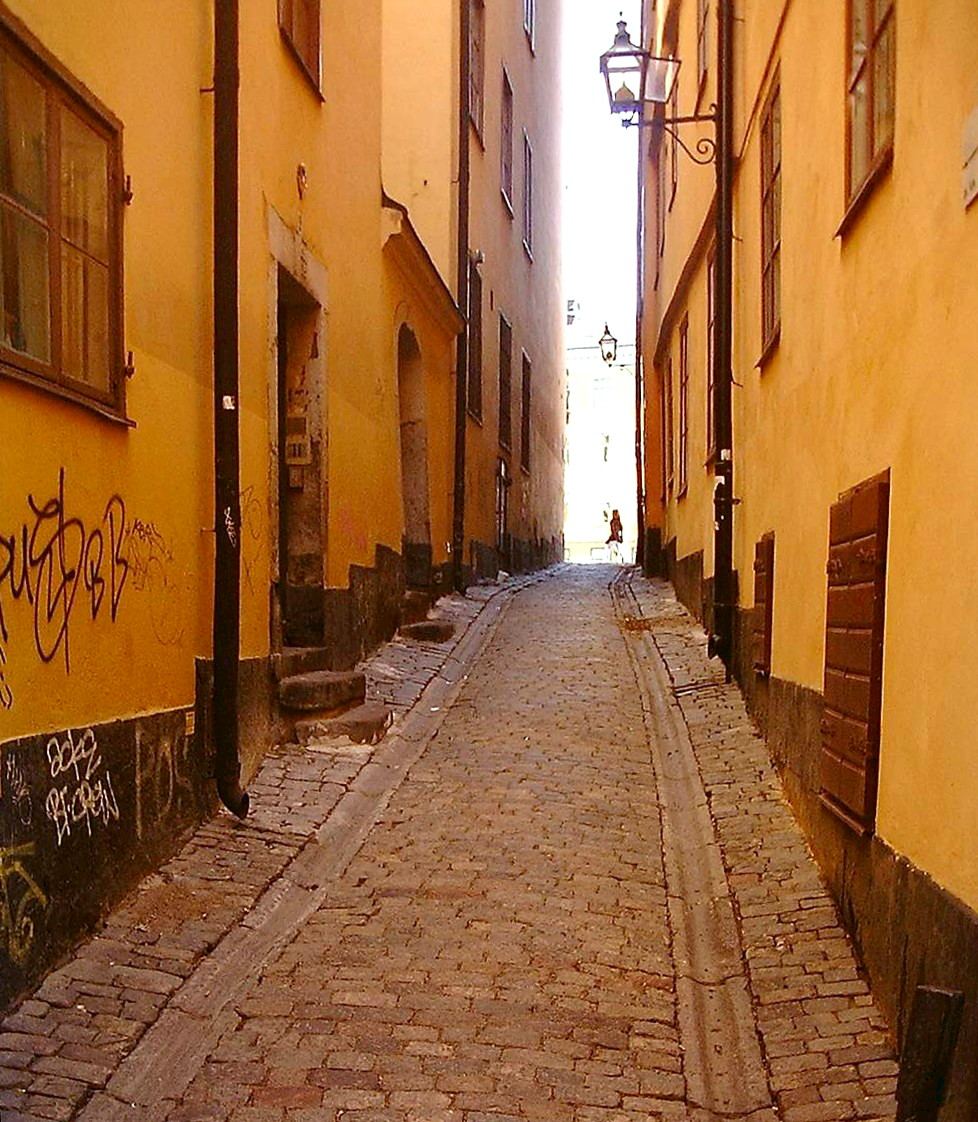
Solgränd

 Solgränd  är en gränd i Gamla stan i Stockholm som går från Stortorget / Trångsund till Prästgatan. 

## Historik
Sitt namn har den fått från ett värdshus vid namn Solen, som hade en sol på skylten och som drevs av krögaren Clas Holm. Det fanns ytterligare ett värdshus Solen, som ägdes av Jören Benick och låg i kvarteret Medea vid Norra Benickebrinken. Vid Solgränd låg Apoteket Korpen innan det flyttade till Västerlånggatan.